# Franc Kobal
Franc Kobal, slovenski gradbeni delavec in rezbar samouk, * 4. september 1920, Cerkno, Kraljevina Italija, † 2004.

## Življenje in delo
Osnovno šolo je obiskoval v rojstnem kraju. Leta 1940 je bil mobiliziran v italijansko vojsko. Najprej je služil v Grčiji, kasneje pa je bil kot ujetnik nemške vojske poslan v taborišče za vojne ujetnike v Sovjetsko zvezo. Domov se je vrnil oktobra 1945. Najprej je pomagal doma na kmetiji, nato obiskoval tečaj gradbeništva  in si pridobil naziv kvalificiranega zidarja. Leta 1959 pa se je zaposlil v tovarni ETA-Cerkno.
Kot rezbar se je posebej uveljavil z izdelovanjem mask iz lipovega lesa za cerkljansko laufarijo. Tovrstnega znanja si ni nikjer posebej pridobil, že kot otrok pa je iz lesa rezljal jaslice. V letih 1957−1976 je naredil 13 naličij za nove like cerkljanskih laufarjev; poleg tega je naredil nekaj kopij za različne muzeje in nekaj okrasnih pustnih mask.